# Caterina Scappi
Caterina Scappi (Siena, ... – La Valletta, 20 giugno 1643) è stata una filantropa maltese, nota per aver dedicato la propria vita ad attività filantropiche e principalmente alla realizzazione di un ospedale riservato alle donne maltesi.

## Biografia
Originaria di Siena, da cui il soprannome "La Senese", trascorse gran parte della sua vita a Malta, ma poco si sa delle sue origini e dei suoi primi anni.
Sconosciuti anche i suoi dati anagrafici, non vengono menzionati nei contratti notarili e nemmeno nei testamenti da lei redatti. La prima menzione di Caterina Scappi a Malta si trova in un casellario giudiziario del 1583-4, in cui risulta testimone in un caso di rapina. Non vi sono fonti che attestino eventuali matrimoni e figli biologici. Si sa soltanto che nel 1632 adottò una bambina di sei anni di nome Maria, della quale si prese cura per 14 anni. 
Era una donna d'affari e da questa attività sembra provenisse gran parte della sua fortuna.
È stata sepolta nella chiesa di Nostra Signora del Monte Carmelo a La Valletta. Sulla sua lapide venne inciso lo stemma dell'ospedale. Vi furono alcune controversie riguardanti il posizionamento del sepolcro, che fu dapprima posto nell'angolo di una cappella e poi spostato nel 1791 in un luogo della chiesa più visibile. Si ipotizza che lo spostamento sia stato fortemente voluto dalla Fondazione Scappi per sottolineare la propria importanza. 
Quando, nel 1958, la chiesa fu demolita, la sua lapide e quella di Caterina Vitale furono spostate nella nuova chiesa.

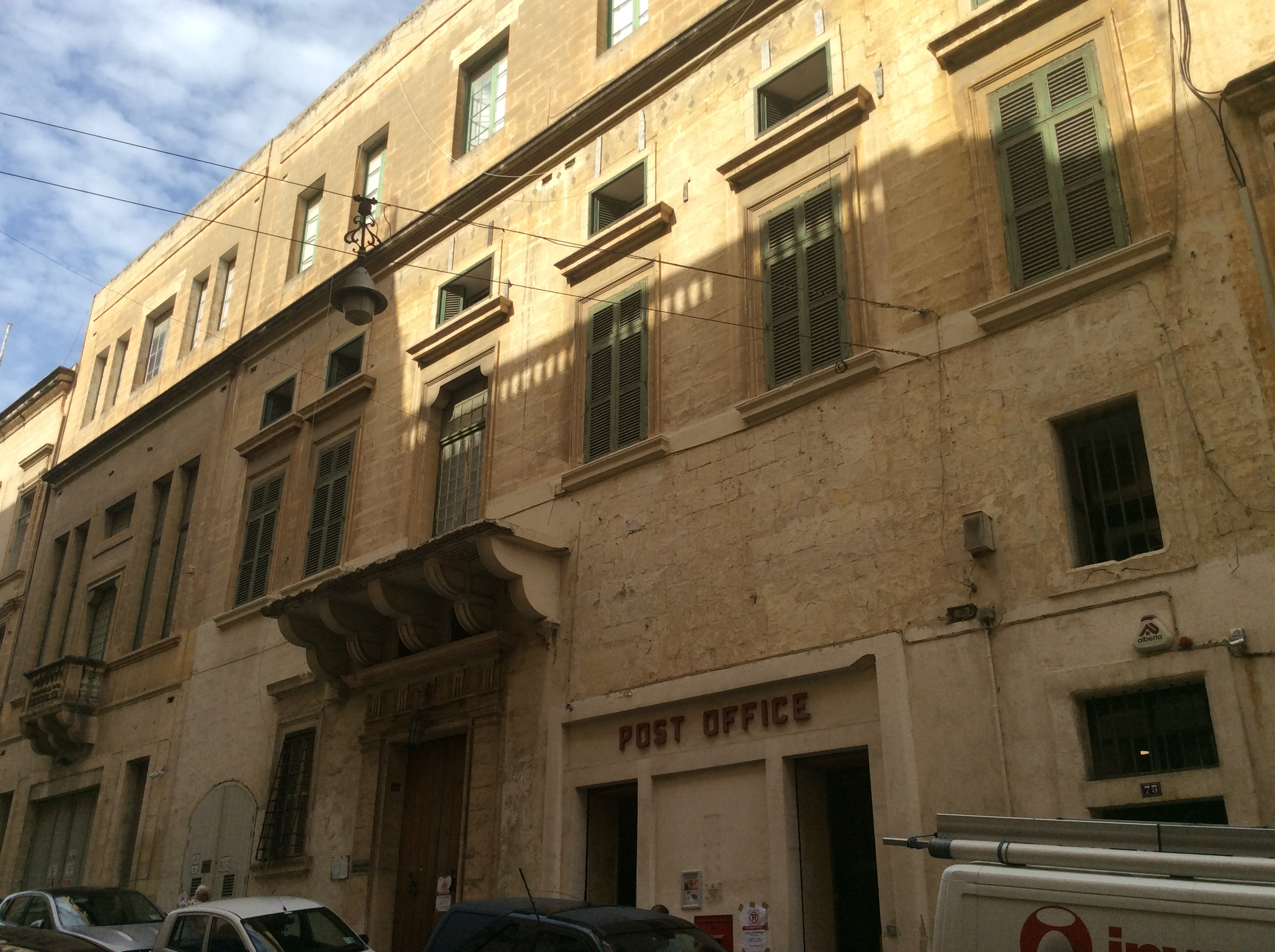
Casa Scappi, La Valletta

Casa Scappi, la dimora situata al 74 Old Bakery Street dove probabilmente visse a La Valletta, ha ospitato la scuola di musica Johann Strauss School of Music dal 1975 al 2010.
La scrittrice Clare Azzopardi nel libro Awguri Giovanni Bonello! del 2016, ha dedicato un racconto di fantasia a Caterina Scappi intitolato Varjazzjonijiet fuq il-h̳ajja ta 'Caterina Scappi (Variazioni sulla vita di Caterina Scappi). L'autrice fa parlare alcuni personaggi femminili delle disposizioni testamentarie della Scappi, attraverso un dialogo drammatico, un monologo e una serie di rimostranze indignate con il notaio che ha redatto il testamento.

## Donazioni e beneficenza
Nonostante fosse una donna particolarmente ricca, non volle mai vivere nel lusso, preferendo piuttosto destinare parte dei propri averi a favore di cause caritatevoli, come la donazione elargita nel 1597 al Convento dei Pentiti, un istituto religioso la cui missione era aiutare le prostitute, e la donazione alla chiesa carmelitana di Malta.

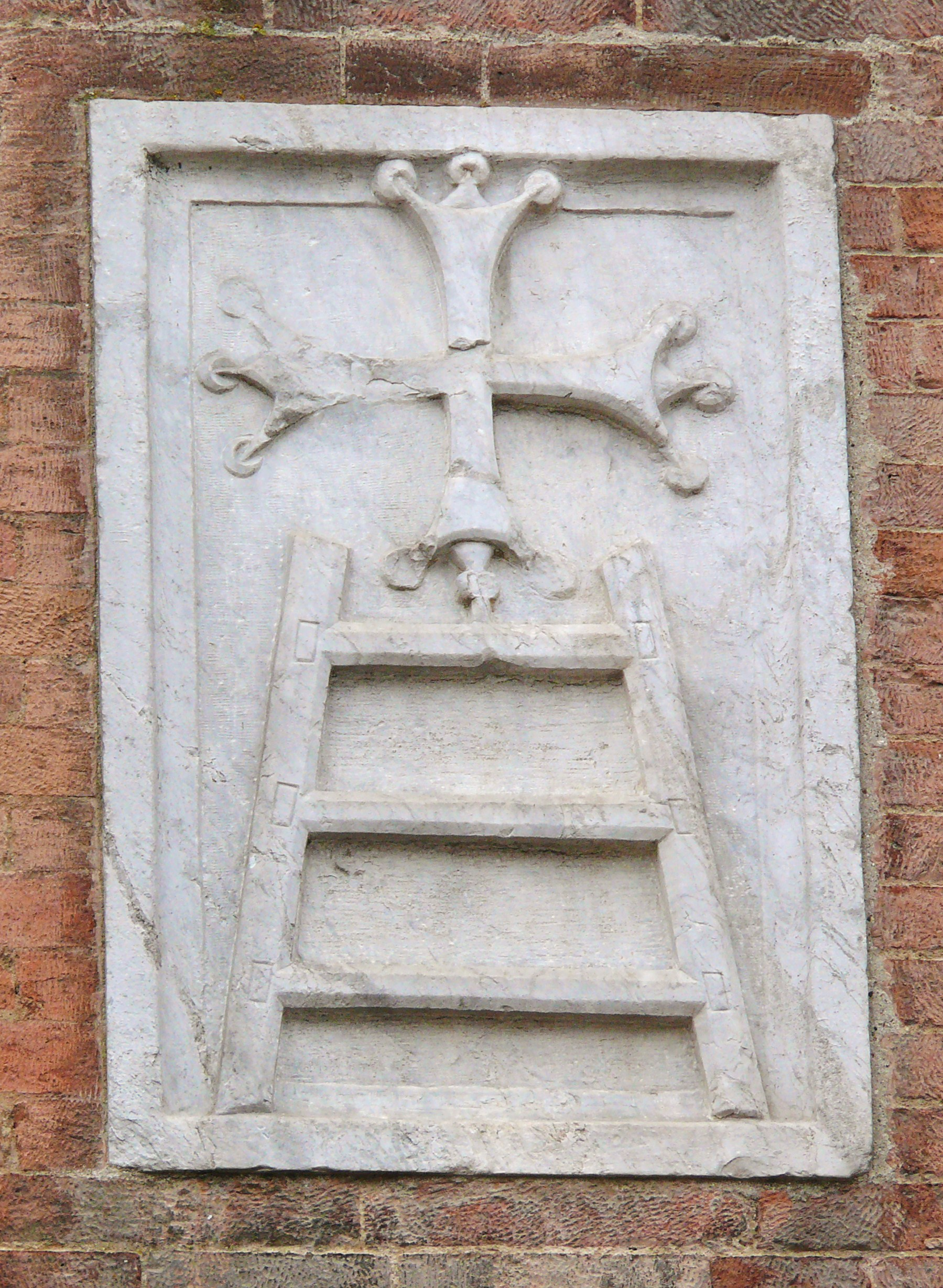
Stemma di Santa Maria della Scala

Sebbene esistessero ospedali riservati all'ordine dei Cavalieri di Malta, per le donne, specialmente se bisognose, non era prevista nessuna assistenza.

## Fondazione dell'ospedale
Nel 1625, usando le proprie risorse, fondò "l'Ospedaletto", altrimenti noto come "La Casetta", primo ospedale dedicato esclusivamente alle donne, che fino a quel momento erano state accolte e curate in Casa Scappi. L'ospedale occupò un edificio chiamato Santa Maria della Scala, che ricordava un altro ospedale senese. Successivamente venne trasferito e ufficialmente chiamato Santa Maria della Pietà. Nel 1631 fu sovvenzionato dall'Ordine di San Giovanni.
Nel testamento descrisse le motivazioni che l'avevano spinta a fondare La Casetta:
Per questo e per i suoi numerosi contributi in favore delle donne, Giovanni Bonello in una serie di articoli per il Times of Malta, la definì "la prima femminista nella storia di una Malta a predominanza maschile".

Nel testo History of Gynecology in Malta, Charles Savona-Ventura spiegò che 
L'ospedale della Scappi divenne noto come Spedale delle donne incurabili, cioè delle prostitute affette da malattie trasmesse sessualmente, considerate a quei tempi malattie incurabili. I tentativi di cura prevedevano l'impiego di mercurio, elemento che spesso causava avvelenamento e morte delle pazienti.

## Lasciti testamentari
Nell'ultimo testamento redatto nel 1643, la Scappi elesse due cavalieri senesi, fra Ottavio Bardinelli e fra Giulio Cesare, quali suoi esecutori testamentari e protettori dell'ospedaletto. Precisò che alla morte di questi, altri due cavalieri senesi avrebbero dovuto sostituirli; stabilì inoltre che eventuali danni o la distruzione della struttura, avrebbe comportato l'obbligo di acquistarne un'altra, finalizzata allo stesso uso, sovvenzionata dalla sua stessa eredità.
Dopo la sua morte il Consiglio Ordinario dell'Ordine di San Giovanni decise di chiudere l'ospedale, ma presto tornò sui propri passi poiché senza di esso, non c'era modo di prevenire e curare le malattie venere; l'ospedale fu riaperto e in seguito ristrutturato ed ampliato. Nell'anno 1786 l'Ospedale di Santa Maria della Pietà conteneva 230 posti letto. Qualche tempo dopo la struttura aprì le porte ad altre tipologie di pazienti, malati di mente, donne incinte e infine bambini.
Successivamente venne distrutto da una guerra.
Nel testamento Caterina Scappi dispose ulteriori elargizioni per l'istituzione di rifugi gratuiti per donne che avrebbero dovuto ricevere anche mobili, denaro, vestiti e doti. Infine, oltre a disporre la liberazione della propria schiava Giuliana, donò parte dei suoi averi a diverse donne, tra le quali Caterina Doneo, figlia del pittore Francesco Doneo, e Lucrezia Montano, figlia dell'avvocato Palermino Montano.